# Davy Jones (A Karib-tenger kalózai)
Davy Jones (születési nevén David Jones) kitalált szereplő, a A Karib-tenger kalózai filmtrilógiában, valamint annak könyvsorozatában szerepel.
Jones a 2006-os A Karib-tenger kalózai: Holtak kincse epizódban tűnik fel mint fő ellenfél, a 2007-es A Karib-tenger kalózai: A világ végén című harmadik epizódban pedig szintén jelentős, gonosz szerepet játszik. Davy Jones a tengerek szerte rettegett, a mondavilágban is megjelenő Bolygó Hollandi kalózhajó kapitánya. Hajójával Jones a tengereket járja, hogy lelkeket keressen legénységébe, akik száz esztendőnyi szolgálat után térhetnek át a túlvilágra.
Davy Jones szerepét mindkét filmben a brit Bill Nighy játszotta.

## Davy Jones a mondavilágban
Davy Jones ládájának legendája több száz éves, és eredetileg nem kötődik a Bolygó Hollandi nevű hajóhoz. A Joneshoz kapcsolható hivatkozások több régi műben is megtalálhatók:
1. Robert Louis Stevenson A kincses sziget című 1883-as regénye.
2. Tengerészlegenda a Bolygó Hollandi hajóról és annak kapitányáról. Ezen legenda alapján a kapitány minden 10 évben csak egyszer léphet partra.
3. Az a tény, hogy Jones kivájta saját szivét, egy régi gonosz motívumon alapszik, miszerint aki ezt megteszi, halhatatlanná változik. Ennek jó példái az ősi mitológiában és a modern irodalomban a démonok és az élőhalottak.
4. A Biblia. Davy Jones beszéde, mielőtt második részben felébresztik a Krakent:
Ez Jób Könyvében, a 3. fejezet 7. és 8. versszakában szerepel, a következőképpen:
5. A The Secret of Monkey Island klasszikus számítógépes játék. Ugyanúgy, mint LeChuck, a szellemkalóz, Davy Jones is gonosz, élőhalott kalóz, akinek halhatatlansága összetört szívéből ered.

## Élete
David Jones Skóciában született, körülbelül 240 évvel az első epizód, a A Fekete Gyöngy átka történései előtt. A skót tavak kalózura, majd a Karib-tengeren a Bolygó Hollandi kapitánya lett. Később Jones beleszeretett Kalüpszóba, a tenger mindenható istennőjébe, aki halott lelkek a túlvilágra szállításával bízta meg Jones-t. Kalüpszó azonban elhagyta őt. Bosszúból Jones összehívta az első Kalóztanácsot, és elárulta nekik, hogyan lehet Kalüpszót földi alakba kényszeríteni. Ezután kivájta a szívét, amit egy ládában, a Holtak kincsében az Isla Crucesen rejtett el. Jonesból szörnyszerű lény lett, és felhagyott a lelkek szállításával. A tengert járva matrózokat keresett a Bolygó Hollandira, akik száz év szolgálat után térhetnek át a túlvilágra. Felhozta a tengerfenékről az elpusztult Fekete Gyöngyöt, és Jack Sparrowt tizenhárom évre a kapitányává tette, annak fejében, hogy a tizenhárom év után száz évet szolgál a Hollandin.

### A Holtak kincsében
Jones megpróbálja behajtani Jack Sparrow adósságát. A Fekete Gyöngyre küldi Bocskor Bill Turnert, a Bolygó Hollandi egykor a Fekete Gyöngyön szolgáló matrózát, hogy adja át Sparrownak a Fekete Foltot, és hogy figyelmeztesse, letelt az ideje, és le kell törlesztenie az adósságát. A kapitány Will Turnert, Bocskor Bill fiát ajánlja maga helyett (őt a Hollandira küldi), de Jones nem fogadja el, és Willen kívül 99 embert kér Jacktől három napon belül, különben neki kell szolgálnia a Hollandin. De Will Turner megszerzi Davy Jones ládájának kulcsát, így a szív veszélybe kerül. A Bolygó Hollandi és a Fekete Gyöngy az Isla Crucesre tartanak. A Gyöngy előbb ér oda, és Jack Sparrow, a Gyöngyön utazó James Norrington admirális és a tengerből előúszó Will Turner között kardpárbaj alakul ki a ládáért, miközben a Hollandi legénysége megérkezik. Jack megszerzi a szívet, Norrington pedig elcsalja az üresnek vélt ládával a Hollandi legénységét. Jack azt hiszi, hogy a szív nála van egy üveg földbe temetve, és tárgyalásba kezd Jonessal, de kiderül, hogy a szív eltűnt. Jones rászabadítja a Gyöngyre a Krakent, és az felfalja Sparrowt.
Norrington elviszi Davy Jones szívét Lord Cutler Beckettnek, a Brit Kelet-Indiai Társaság parancsnokának.

### A világ végénben
Barbossa kapitány, Wil Turner és Elizabeth Swann visszahozzák Sparrowt a világ végéről, Davy Jones börtönéből. Barbossa a Roncs-öbölben összehívja a Kalóztanácsot, amelyen Elizabethet a Kalóztanács Királyává választják, és ő a Kelet-Indiai Társaság, Lord Beckett és a Bolygó Hollandi elleni harc mellett dönt. Barbossa a Fekete Gyöngyre visszatérve kiszabadítja Kalüpszót, és kéri, hogy legyen a segítségükre a Davy Jones és a Kelet-Indiai Társaság elleni harcban. Az istennő ezt elutasítja, és dühöngve eltűnik, óriási örvényt generálva. Az örvényben a Fekete Gyöngy és a Bolygó Hollandi harcolnak. Elizabeth, Jack és Will Turner a Hollandira mennek, ahol Jones leszúrja Will Turnert. Will apja, Bocskor Bill, rátámad saját kapitányára, és ezalatt Jacknek van ideje Willhez vinni, és vele átszúratni Davy Jones a ládából korábban már kivett szívét. Will lesz a Bolygó Hollandi új kapitánya.

## További szócikkek
- A Karib-tenger kalózai: Holtak kincse
- A Karib-tenger kalózai: A világ végén
- Bolygó Hollandi

## Fordítás
- Ez a szócikk részben vagy egészben  a    Davy Jones (Pirates of the Caribbean) című angol Wikipédia-szócikk fordításán alapul.  Az eredeti cikk szerkesztőit annak laptörténete sorolja fel. Ez a jelzés csupán a megfogalmazás eredetét és a szerzői jogokat jelzi, nem szolgál a cikkben szereplő információk forrásmegjelöléseként.